# Parafia Zmartwychwstania Pańskiego w Siemiatyczach
Parafia Zmartwychwstania Pańskiego – parafia prawosławna w Siemiatyczach, w dekanacie Siemiatycze diecezji warszawsko-bielskiej.
Na terenie parafii funkcjonuje 1 cerkiew:
- cerkiew Zmartwychwstania Pańskiego w Siemiatyczach – parafialna

## Historia

Dawna tymczasowa cerkiew św. Proroka Eliasza (zbudowana w 1992, rozebrana w 2013)

Parafia została erygowana 16 sierpnia 1996 dekretem metropolity Bazylego. Tego samego dnia powstały też parafie: św. Anny w Boratyńcu Ruskim i Cudownego Zbawiciela w Rogawce. Wszystkie 3 parafie wydzielono z parafii Świętych Apostołów Piotra i Pawła w Siemiatyczach.
W 1992, staraniem ks. Andrzeja Jakimiuka, proboszcza parafii Świętych Piotra i Pawła, przy ulicy Władysława Sikorskiego kupiono działkę o powierzchni 1 ha, celem zbudowania nowej cerkwi. 19 lipca 1992 dokonano poświęcenia krzyża na placu budowy. Wkrótce na działce wzniesiono prowizoryczną, drewnianą cerkiew pod wezwaniem św. Proroka Eliasza, do budowy której pozyskano materiał z rozebranej siemiatyckiej plebanii. Jeszcze w tym samym roku w cerkwi św. Eliasza zaczęto regularnie odprawiać nabożeństwa.
Po erygowaniu samodzielnej parafii Zmartwychwstania Pańskiego (1996), pierwszym proboszczem został ks. protojerej Bazyli Litwiniuk. 9 października 1996 wybrano radę parafialną (starostą cerkiewnym został Mikołaj Solaniuk) oraz powołano Społeczny Komitet Budowy Cerkwi pod przewodnictwem Aleksandra Rożuka.
Spośród różnych koncepcji budowlanych cerkwi, metropolita Bazyli zaaprobował projekt architekta Janusza Kenski z Warszawy (murowana świątynia, na planie krzyża greckiego, 5-kopułowa, z elewacją z żółtej klinkierowej cegły). Prace przy wykopach i fundamentach zlecono przedsiębiorstwu z Bielska Podlaskiego.
2 sierpnia 1998 obecny na uroczystości parafialnej biskup (późniejszy arcybiskup) hajnowski Miron poświęcił dzwony.
14 października 1998 obecny w Polsce patriarcha Konstantynopola Bartłomiej I oraz nowy metropolita Warszawy i całej Polski Sawa dokonali poświęcenia i wmurowania kamienia węgielnego pod budowę świątyni.
W 1999 zbudowano fundamenty cerkwi. W tym samym roku utworzono i 30 czerwca poświęcono cmentarz parafialny o powierzchni 4 ha, znajdujący się w odległości 1,3 km od wznoszonej świątyni.
18 sierpnia 2000 budowę wizytowali mnisi z Góry Atos, udający się z kopią Iwerskiej Ikony Matki Bożej na Grabarkę.
28 września 2001 parafię odwiedziła delegacja Greckiego Kościoła Prawosławnego, z metropolitą Euzebiuszem. 14 października tegoż roku, w święto Opieki Matki Bożej, odprawiono pierwszą Liturgię w dolnej cerkwi. Obecny na uroczystości metropolita Sawa dokonał poświęcenia kopuł i krzyży.
W 2002 wykonano w świątyni instalację elektryczną, pokryto dach blachą miedzianą oraz otynkowano dolną cerkiew. W 2003 kontynuowano prace w dolnej cerkwi (wstawiono okna, zainstalowano centralne ogrzewanie oraz wykonano granitowy ołtarz). Od 7 stycznia 2004, tj. od święta Bożego Narodzenia wszystkie nabożeństwa zaczęto odprawiać w nowej (dolnej) cerkwi. W 2004 umieszczono dębowy ikonostas, wykonany przez miejscowego artystę Wiaczesława Szuma (ikony napisano w Studium Ikonograficznym w Bielsku Podlaskim). W tym samym roku położono posadzkę i pomalowano ściany, zainstalowano dzwony na jednej z wież oraz wykonano i wstawiono okna do górnej cerkwi.
W dniach 12–13 listopada 2004 w obydwu siemiatyckich cerkwiach zorganizowano po raz pierwszy Przegląd Pieśni Religijnej i Paraliturgicznej (w cerkwi Zmartwychwstania Pańskiego wystąpiło 7 chórów).
W latach 2005–2010 w górnej świątyni wykonano polichromie pod kierownictwem ikonografa Wiktora Downara z Mińska na Białorusi.
24 lutego 2007 parafię wizytował biskup Jerzy, który niespełna miesiąc wcześniej (28 stycznia), podczas chirotonii otrzymał tytuł biskupa siemiatyckiego.
W 2008 rozpoczęto budowę plebanii, zaprojektowanej przez Hannę i Mirosława Siemionowów z Białegostoku (od 2004 funkcję domu parafialnego pełniła dawna cerkiew św. Eliasza). W tym samym roku w cerkwi zamontowano wszystkie drzwi.
W 2009 w górnej cerkwi położono podłogową instalację grzewczą, prowadzono prace wykończeniowe na chórze. W latach 2009–2010 zamontowano żelbetonowy ikonostas, obłożony białym marmurem. Kamienne ogrodzenie posesji cerkiewnej oraz schody wykonano w latach 2007–2011.
Pierwszą Świętą Liturgię w górnej cerkwi odprawiono w Wielkanoc 2010. Nabożeństwo celebrował metropolita Sawa. Tego samego dnia proboszcz parafii, ks. Bazyli Litwiniuk otrzymał godność mitrata.
18 sierpnia 2010 goszczący w Polsce patriarcha Konstantynopola Bartłomiej I oraz metropolita Sawa dokonali konsekracji cerkwi Zmartwychwstania Pańskiego.
W 2021 r. poświęcono nowo wybudowany dom parafialny.

## Zasięg terytorialny
Siemiatycze (część), Turna Duża, Baciki Bliższe, Baciki Dalsze, Baciki Średnie, Ossolin i Kajanka.

## Wykaz proboszczów
- od 1996 – ks. Bazyli Litwiniuk